# Космос-239
Космос 239 — полёт советского беспилотного космического корабля фоторазведки второго поколения типа Зенит-4.